# Kruh
Kruh es una localidad del distrito de Semily en la región de Liberec, República Checa, con una población estimada a principio del año 2018 de 480 habitantes. 
Se encuentra ubicada al este de la región, a unos 85 km al noreste de Praga, a poca distancia al oeste del curso alto del río Elba, y cerca de la frontera con la región de Hradec Králové.